# Traité naval de Londres
Le traité naval de Londres est un traité signé le 22 avril 1930 entre le Royaume-Uni, l'empire du Japon, la France, le royaume d'Italie et les États-Unis limitant les navires de guerre de chaque marine. Il fait suite au traité naval de Washington de 1922.

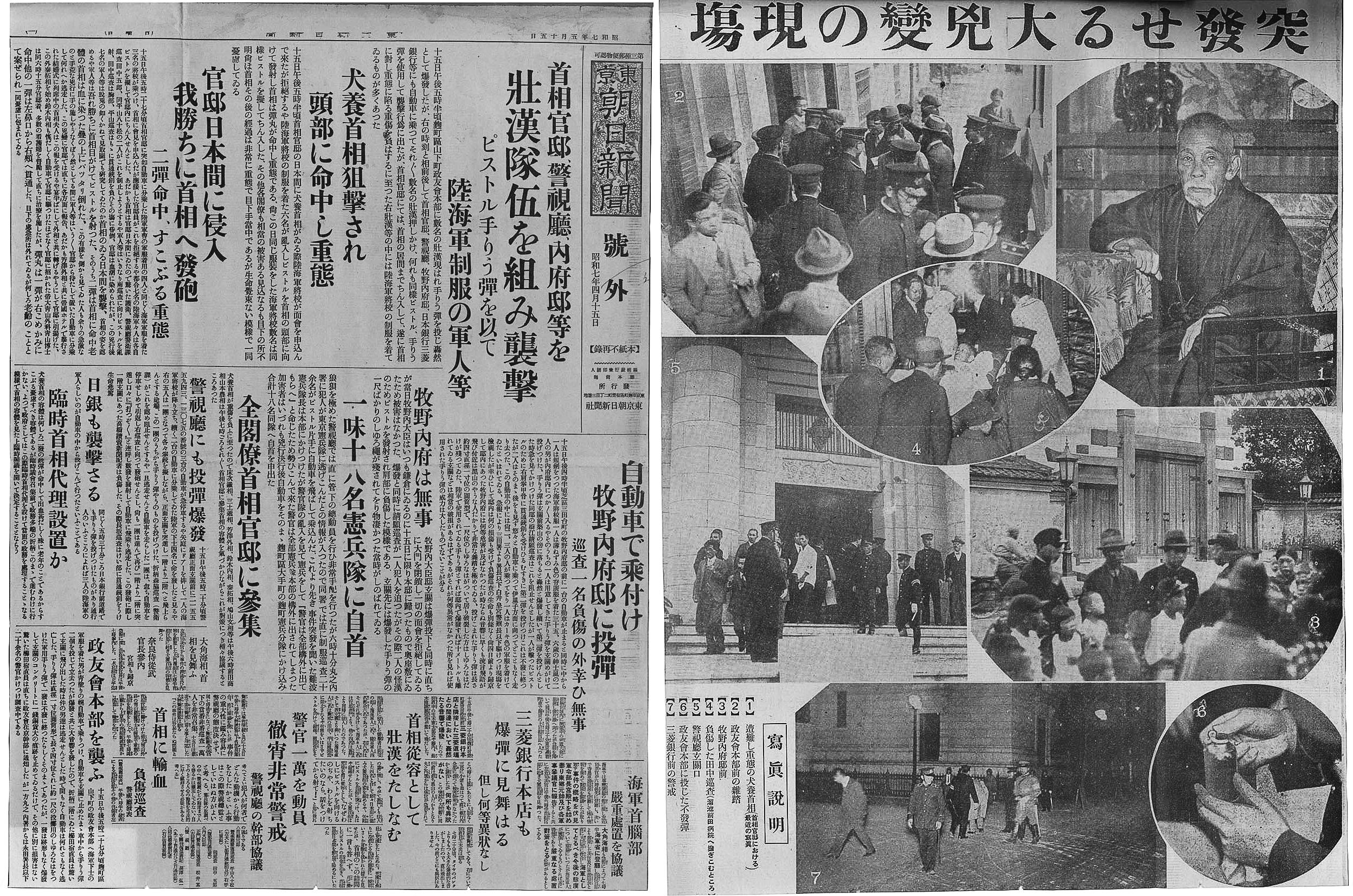
Article du Tokyo Asahi Shimbun paru le 15 mai 1932 et faisant état de l'assassinat du Premier ministre Tsuyoshi Inukai et de la tentative de coup d'État menée en raison de la ratification du traité par l'empire du Japon.

## Termes
Le traité naval de Londres est une extension du traité naval de Washington et est officiellement appelé le « Traité pour la restriction et la réduction d'armement naval ». C'était une reprise de la conférence navale de Genève de 1927 qui avait été incapable de parvenir à un accord. Il est issu des discussions tenues entre le président américain Herbert Hoover et le premier ministre britannique Ramsay MacDonald en 1929[réf. nécessaire].
Les signataires du traité s'engageaient à ne pas construire de nouveaux bâtiments de guerre majeurs jusqu'en 1937. Un certain nombre de bâtiments de guerre vieillissants ont été abandonnés. Aucun vaisseau existant ne devait être converti en porte-avions. Le tonnage total des croiseurs, destroyers et sous-marins à être construits d'ici 1937 a été limité. L'article 22 se rapportant à la guerre sous-marine déclare que le droit international s'applique à eux comme aux vaisseaux de surface. De plus, les vaisseaux marchands qui n'ont pas manifesté « le refus persistant de s'arrêter » (la volonté de continuer à naviguer) ou « la résistance active » ne pouvaient pas être coulés sans que l'équipage du navire et les passagers eussent d'abord été déposés à un « endroit sécurisé »[réf. nécessaire].
La phase suivante de contrôle des armements navals sera discutée lors de la deuxième conférence navale de Genève en 1932, suivie de la deuxième conférence de désarmement naval de Londres en 1936.

## Contexte
Les budgets navals constituent une part relativement importante des budgets des États. Éviter une course aux armements ruineuse semblait donc relever de l’intérêt général. Voici les budgets navals en 1914 et 1930, en millions de franc français valeur 1930, des États signataires : 
|                                           | Empire britannique | États-Unis | Japon | France | Italie |
| ----------------------------------------- | ------------------ | ---------- | ----- | ------ | ------ |
| 1914                                      | 6 405              | 3 060      | 1 240 | 3 205  | 1 545  |
| 1930                                      | 6 980              | 9 250      | 3 230 | 2 618  | 1 610  |
| En % des budgets nationaux totaux en 1930 | 6,8 %              | 7,5 %      | 15 %  | 5,3 %  | 7 %    |

## Application
La Royal Navy, l'US Navy et la Marine impériale japonaise ont cherché à s'entendre sur des dérogations au traité. Par exemple, les croiseurs « légers » construits par ces nations au cours des années suivantes n'avaient de « léger » que le nom. Ces pays ont en effet augmenté le blindage de ces croiseurs. Par ailleurs, le Japon dénonça dès 1934 le traité naval de Washington de 1922 et ne s'imposa dès lors plus aucune restriction dans la construction navale.